# Дятлово (Татарстан)
Дя́тлово — деревня в Лаишевском районе Республики Татарстан, входит в Рождественское сельское поселение.
Расположена на берегу Мёшинского залива Куйбышевского водохранилища примерно в 15 км к западу от города Лаишево и в 40 километрах к югу от Казани. На юге примыкает к селу Рождествено.
Вдоль западной окраины деревни проходит автодорога Казань — Атабаево.

## История деревни
Известна с 1565—1567 годов как деревня Кибеч (Бекеч). В источниках XVII века упоминается также под названием «Меньшое Дятлово».
По геометрическому плану межевания на 1796 год Кибеч Дятлово тож общего владения капитана Буженинова, надворного советника Василия Полянского и коллежской советницы Натальи Ипатовны Юшковой, прапорщика Федора Глухова и титулярного советника Алексея Михайловича Воронова.

Дятлово, Дятловка, «Кебеч дятлова» (883). Дер[евня] при реке Мёше, по левой стороне большого Оренбургского почтового тракта. От города 15 вёр[ст], от волостного правление 8 вер[сты]. … Перед упразднением, в 1861 году, крепостного состояния, несколько семейств было переселено в деревню помещиком Могилатовым из дер[евни] Вожи Спасского уезда; но из них после «воли» большая часть ушла обратно. В окрестности жителей дер[евни] Дятловки обзывают: «крапивники».— Список населённых мест Казанской губернии, с кратким описанием их. Лаишевский уезд// Выпуск 1-й, 1893. — С. 40 — 41.
До Крестьянской реформы 1861 года жители деревни Дятлово относились к категории помещичьих крестьян и принадлежали помещику Степану Степановичу Могилатову. Население занималось земледелием (хлебопашеством), разведением скота, ремёслами, кузнечным, печным и портняжным промыслами.
Деревня Дятлово состояла в приходе села Рождествено (Троицкое, Укреч), от которого находилась в двух верстах.
В начале XX века в Дятлово функционировали кузница и две мелочные лавки.

 Есть предание, что между дер[евней] Дятловой и приходским селом Рождественым в прошлом столетии существовала татарская деревня Надал-гази. В первой половине XVIII ст[олетия] окрестности дер[евни] Надал-гази стали энергично заселяться выходцами [из] Нижегородской губернии; близкое соседство русских вынудило будто бы татар покинуть дер[евню] Надал-гази. По преданию, большая часть из них переселились в Уфимскую губернию; мурзы же ушли в Казань.— Список населённых мест Казанской губернии, с кратким описанием их. Лаишевский уезд// Выпуск 1-й, 1893. — С. 41.

## Административное деление
До 1920 года деревня входила в Астраханскую волость Лаишевского уезда Казанской губернии, с 1920 года — в Лаишевский кантон, с 14 февраля 1927 года — в Лаишевский район АТССР (ТАССР), с 1 февраля 1963 года — в Пестречинский район ТАССР, с 12 января 1965 года — вновь в Лаишевский район ТАССР (ныне — Республики Татарстан).

## Население
По состоянию на 1893 год в Дятлово было 43 двора, в которых проживали 135 мужчин и 143 женщины (все — русские). Земельный надел — 336,6 десятины.
Число жителей: в 1782 году — 62 души мужского пола; в 1859 году — 244, в 1897 году — 340, в 1908 году — 384, в 1926 году — 494, в 1938 году — 393, в 1949 году — 287, в 1958 году — 290, в 1970 году — 206, в 1979 году — 406, в 1989 году — 502, в 2002 году — 473 человека.
| 2002 |
| ---- |
| 473  |